# Papiertextilie
Papiertextilien sind vorwiegend gewebte Stoffe, die aus Papiergarn bestehen. Papiergarn wird aus in Streifen geschnittenem oder gerissenem Papier als Rohstoff gesponnen (verdreht).
Unter Papiertextilien kann man auch direkt aus Papier hergestellte Kleidungsstücke verstehen, zum Beispiel Kamiko (jap. 紙衣, kami – 紙 = Papier, koromo – 衣 = Kleid, Gewand, Mönchsgewand) a, ein buddhistisches Mönchsgewand des alten Japans.

## Geschichte

### Asien (Japan)
Papierbekleidung ist in Japan seit zirka 1000 Jahren bekannt. Shifu (jap. 紙布, shi – 紙 = Papier; fu – 布 = Tuch, Gewebe) a ist ein Stoff, der wahrscheinlich ab dem 16. Jahrhundert hergestellt wurde. Er besteht aus gewebtem Japanpapier. Es wurden Papierblätter, unter anderem Seiten alter Rechnungsbücher (fukocho) zu endlosen Streifen geschnitten, manuell oder an einem Spinnrad zu Fäden gedreht und verwebt. Ursprünglich entstanden diese Materialien bei der Landbevölkerung in Ermangelung höherwertiger Textilrohstoffe. Später wurden die Verfahren verfeinert und zum Beispiel auch für Samuraitrachten verarbeitet. Das Schulterkleid (kamishimo) konnte aus feinem Shifu bestehen, welches aus mit religiösen Texten beschrieben Papieren hergestellt wurde. 1955 wurden Shifu und Kamiko mit dem Titel „japanisches Kulturerbe“ ausgezeichnet, was eine staatliche Förderung der Erhaltung dieser Techniken ermöglichte.

### Europa/Nordamerika

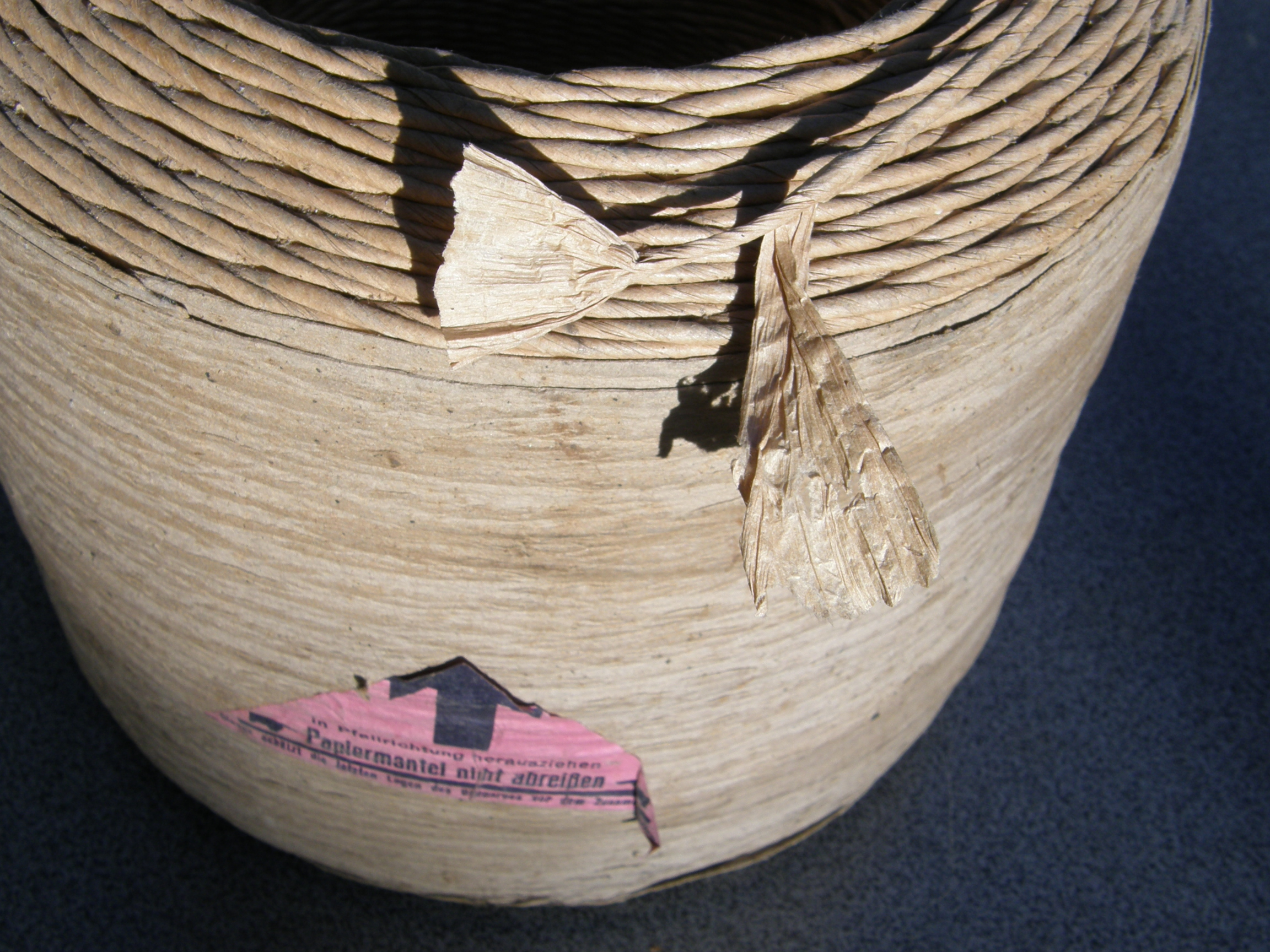
Papierschnur auf Rolle, Detail: aufgedröselt

In Europa und Nordamerika wurden Papiertextilien seit Ende des 19. Jahrhunderts vorwiegend als billiger Ersatzstoff verwendet:
1. Aus Papier
- Hemdkragen, Krawatten, Manschetten oder Vorhemden (das Brustteil bedeckend, sog. Serviteurs)
- Sterbewäsche

2. Papiergarne und -gewebe
- Papierschnüre (zum Beispiel für die Landwirtschaft als Schnüre für Getreidegarben)
- Puppenwagen, Möbel (als Surrogat für Korb, siehe auch: Lloyd Loom)
- Taschen, Handtaschen, Hüte, Möbelbezugsstoffe
- Unterwäsche, Futterstoffe, Uniformen

Diese Gebrauchsgegenstände wurden von Beginn an industriell hergestellt. Papier aus Endlosrollen wurde in maschinellen Schneidevorrichtungen und Spinnmaschinen verarbeitet. Größere Verbreitung fanden diese Materialien vor allem während des Ersten und Zweiten Weltkriegs und in den Nachkriegszeiten.
Als Teile der Bekleidung waren Papiergewebe unelastisch und hart, waren schlecht zu reinigen, hatten einen relativ geringen Tragekomfort und waren deshalb auch unbeliebt.
Die in der DDR aus Vliesett hergestellten Bekleidungsstücke wurden fälschlicherweise wegen der papiernen Anmutung als „Papierkleider“ bezeichnet. Das Material bestand aus Viskose-, Polyamid- und Polyesterfaser.

## Gegenwart
Gegenwärtig werden Papiergewebe vorwiegend künstlerisch verarbeitet, zum Beispiel als Schmuck, für Taschen, Lampenschirme oder Tischdeckchen, da es eine wirtschaftliche Notwendigkeit zum Ersetzen anderer Faserstoffe nicht gibt. Aus ökologischer Perspektive kann der Umstand, dass Papiertextilien aus nachwachsenden Rohstoffen hergestellt werden und auch wiederverwertbar sind, an Bedeutung gewinnen. Auch als ökologisch anmutendes Werbemittel können Papiertextilien aufmerksamkeitserzeugend verwendet werden.
Als Papiergarne finden sich Anwendungen in der Kombination mit Textilgewebe (z. B. Möbelbezüge), als Strukturmaterial bei Tapeten, sowie auch Filterabdeckungen und Telefonkabelisolationen. Kordelstärke finden sich weitere Anwendungen z. B. Füllgarn bzw. Blindader, als Dekorationsmaterial und Papiertragetaschengriffe.